# Ibrahim Shameel
Ibrahim Shameel (14 ottobre 1991) è un ex nuotatore maldiviano, specializzato nello stile libero.

## Biografia
Rappresentò il Maldive ai Giochi olimpici estivi di Pechino 2008, dove ottenne l'88º tempo nelle batterie dei 50 m stile libero e fu eliminato.